# Баттерфилд, Фредерик
Фредерик Баттерфилд (28 февраля 1864 — 9 марта 1974) — британский супердолгожитель. На момент смерти был седьмым старейшим мужчиной в истории Британии. Сейчас является лишь девятым старейшим мужчиной в истории Британии.

## Биография
Родился 28 февраля 1864 года в Западном Лидсе. Он получил квалификацию химика в 1885 году. После этого он стал аптекарем и проработал им до 99 лет, согласно Книге рекордов Гиннесса 1974 года. Однако он продолжал владеть аптекой до 1970 года пока не умер его сын.
Фредерик Баттерфилд умер 9 марта 1974 года в возрасте 110 лет и 9 дней.

## Рекорды долголетия
- Баттерфилд  стал старейшим живущим человеком в Великобритании после смерти Джона Лэнга в 1969 году.

- Баттерфилд стал старейшим живущим человеком Европы в 1973 году после смерти Элис Стивенсон.